# Фоло (Белуно)
Фоло (итал. Follo) је насеље у Италији у округу Белуно, региону Венето.
Према процени из 2011. у насељу је живело 40 становника. Насеље се налази на надморској висини од 283 м.